# Maša Maškova

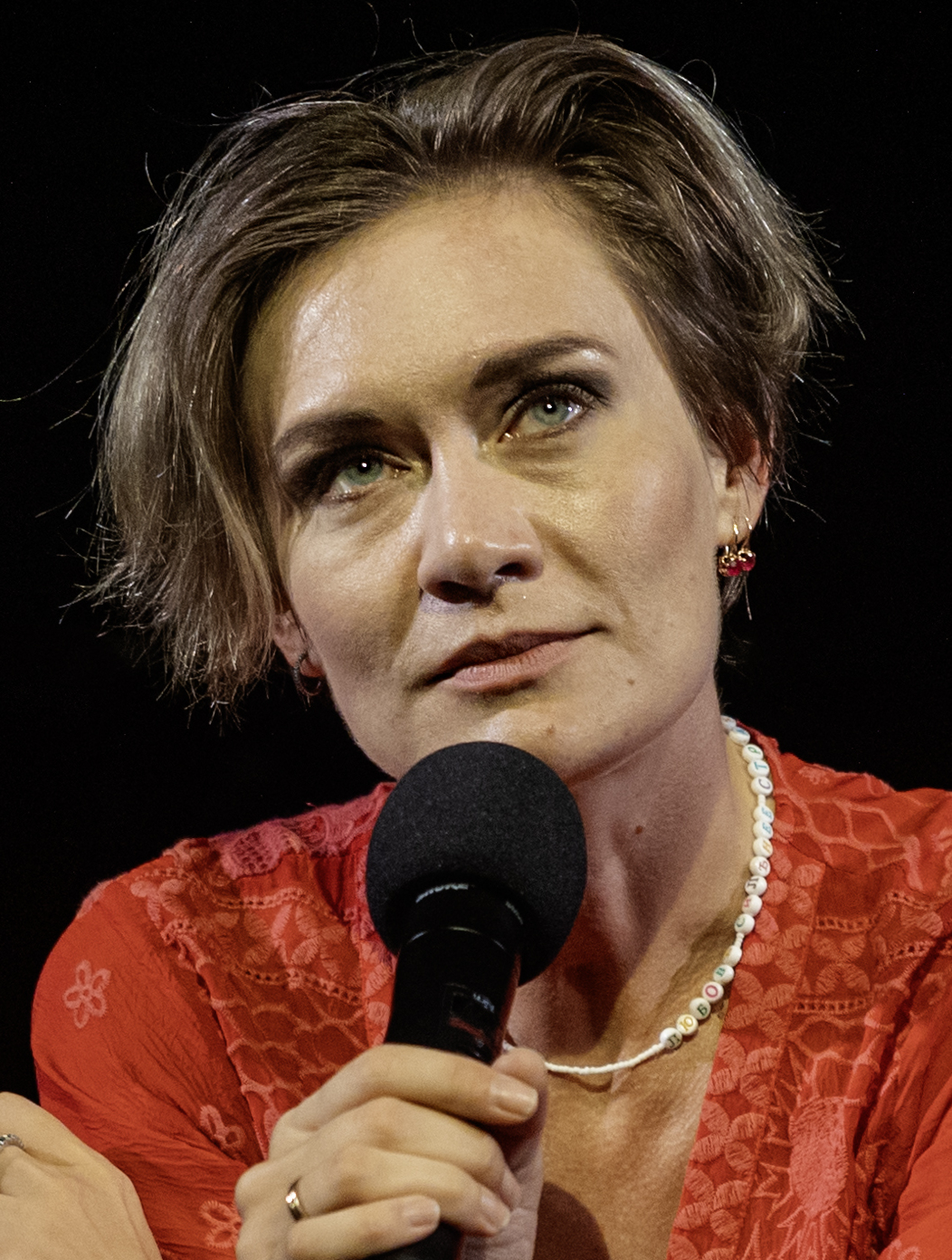

Maša Maškova (in russo Маша Машкова?), pseudonimo di Marija Vladimirovna Maškova (in russo Мария Владимировна Машкова?; Novosibirsk, 19 aprile 1985), è un'attrice russa naturalizzata statunitense.

## Biografia
Figlia dell'attore di cinema e teatro Vladimir Maškov, l'ha seguito sul palco all'età di sette anni con una piccola parte nello spettacolo Victoria? al Teatro Majakovskij di Mosca. All'età di 11 anni, ha esordito al cinema, apparendo come attrice bambina in svariate commedie e film popolari tra anni novanta e duemila, tra cui Malen'kaja princessa (1997) e Mama, ne gorjuj (1998), nel quale recitava in particolare assieme alla madre Elena Ševčenko, anch'essa un'attrice teatrale. Nel 2002, al suo ultimo anno di scuole superiori, ha interpretato la protagonista Hilde Wangel ne Il costruttore Solness di Henrik Ibsen, allestito nuovamente al Teatro Majakovskij.
Iscrittasi poi all'Università russa di economia Plechanov, dopo due mesi di frequentazione ha cambiato indirizzo all'insaputa dei genitori per studiare recitazione presso l'Istituto Teatrale "Boris Ščukin". Nel 2006 è entrata a far parte del repertorio del Teatro Lenkom, compagnia con la quale ha continuato a recitare fino alla nascita della sua prima figlia, nel 2010. Parallelamente, ha ricoperto un ruolo fisso nella serie TV Ne rodis' krasivoj (2005–06), versione russa della telenovela Betty la fea, ed è stata diretta dal padre nel film Papa (2004).
Nel 2018, ha esordito in lingua inglese con un ruolo ricorrente nella serie TV McMafia. Trasferitasi negli Stati Uniti, ha avuto un ruolo ricorrente come cosmonauta nella quarta stagione della serie TV For All Mankind. Maškova ha preso posizione contro l'invasione russa dell'Ucraina del 2022, deprecando il sostegno del padre a Vladimir Putin e la guerra. Nel 2023 è stata naturalizzata cittadina statunitense e ha cambiato il suo nome legale in Maša.

## Filmografia parziale

### Cinema
- Malen'kaja princessa, regia di Vladimir Grammatikov (1997)
- Mama, ne gorjuj, regia di Maksim Pežemskij (1998)
- Papa, regia di Vladimir Maškov (2004)
- Limonov, regia di Kirill Serebrennikov (2024)

### Televisione
- Ne rodis' krasivoj – serie TV, 200 episodi (2005-2006)
- McMafia – serie TV, 5 episodi (2018)
- For All Mankind – serie TV, episodi 4x01-4x03-4x04 (2023)
- NCIS: Hawai'i – serie TV, episodio 3x05 (2024)
- La donna del lago (Lady in the Lake) – miniserie TV, 3 puntate (2024)

## Doppiatrici italiane
Nelle versioni in italiano dei suoi film, Maša Maškova è stato doppiato da:
- Gemma Donati in McMafia
- Martina Felli in Limonov
- Barbara De Bortoli in NCIS: Hawai'i